# 統一と進歩委員会
統一と進歩委員会（とういつとしんぽいいんかい、İttihat ve Terakki Cemiyeti 英語:Committee of Union and Progress）は、オスマン帝国の末期に活動した政治組織である。1908年の青年トルコ人革命の主体となり、また第一次世界大戦前後の1913年から1918年までは内閣を組閣、政権を握った。
いわゆる「青年トルコ人」のうちの代表的な組織であり、かつては日本では「青年トルコ人」を意味する Young Turks を統一と進歩委員会の組織名としてとらえて「青年トルコ党」と訳されることもあった。
この組織の長い名称は、英語では組織名の英訳の頭文字を取って「CUP」、トルコ語では最初の単語（「統一 (ittihat)」）を取って「İttihatçı（統一派）」と略す。近年、日本のオスマン帝国史研究者はトルコ語にならって「統一派」と略称することが多いので、本項でもこれに従い、以下「統一派」とする。

## 秘密結社時代
統一派は、1878年に公布から2年足らずでオスマン帝国憲法（ミドハト憲法）が停止された後、西洋式の近代学校で教育を受けた新しい青年エリートたちの間で起こった憲政復活を目指す運動（青年トルコ人運動）の中から生まれた。1889年、イスタンブールの軍医学校で学ぶ軍医学生イブラヒム・テモは、友人らとともに「オスマンの統一」を結成し、青年トルコ人運動を広め始めているが、「統一と進歩委員会」の組織名は、1890年頃にテモの組織が用いるようになったとされている。彼らは密かに賛同者を集め、やがて軍医学校の枠を出て政府の官僚や軍の将校らも参加するようになっていた。
テモの組織は憲政を停止して専制政治を行うスルタン・アブデュルハミト2世のスパイ網にかかることもあり、イスタンブールでの活動は困難を余儀なくされた。そのために国外に逃亡した運動の参加者の一部は、1894年にパリでアフメト・ルザを中心に糾合し、海外活動を主体にイスタンブールのグループとは離れた活動を開始した。「統一と進歩委員会」の名称を正式に用いたのも、このパリ・グループである。さらには、イスタンブール・グループが1897年に政府の弾圧によって壊滅的な打撃を受け、活動家のほとんどが地方や海外へ散っていったため、統一派の組織と路線は統一がされないまま、専制体制打倒という共通の目的のもとに組織を拡大させていった。
こうした統一の取られない状況の中、1906年に統一派系の活動家を中心としてサロニカ（現：ギリシャ領テッサロニキ）に結成された「オスマン自由委員会」がオスマン帝国領内で急速に組織を成長させた。地方官吏やサロニカに駐留する陸軍第三軍の将校が数多く加入したサロニカの組織は、郵便局員のタラート（のちの首相）が主導し、ジェマル（のちの海相）、エンヴェル（のちの陸相）ら後の統一派政権の最高幹部が参加しており、のちにはムスタファ・ケマル・アタテュルク（のちのトルコ共和国初代大統領）も加入している。
タラートは海外の「青年トルコ人」グループのうちアフメト・ルザのグループと接触し、1907年に両者は合同して「オスマン自由委員会」は「統一と進歩委員会」のサロニカ組織となった。
翌1908年、サロニカの「統一と進歩委員会」メンバーを中心とする第三軍はクーデターを起こし、青年トルコ人革命を成功させた。